# Mister Flow
A Mister Flow (eredeti francia címe is: Mister Flow) 1936-ban bemutatott fekete-fehér francia film, rendezője Robert Siodmak. Magyar alcíme: 'Egy asszony bolondja'.
Magyarországon 1939. július 8-án mutatták be.

## Cselekménye
Roze párizsi ügyvédhez ismeretlen ember állít be és lord Scarlet megbízásából felkéri egy lopási ügyben a bűnös védelmére. A lord komornyikja, Durin ugyanis ellopott egy nyakkendőtűt, és a lord feljelentette, de már megbánta tettét és most szeretné felmentetni őt. Roze felkeresi Durint vizsgálati fogságában és itt megtudja, hogy Durint lady Scarlet egy titokzatos bőrönd megszerzésére kérte fel, mely neki az életet jelenti. Roze elmegy a bőröndért, melyben néhány betörőszerszám mellett a saját fényképét találja. Rájön, hogy csapdába esett: mivel a bőrönd nála van, látszólag cinkosa lett a hírhedt „Mister Flow"-nak, akit állítólag a rendőrség köröz. Durin kérésére elviszi a bőröndöt Deauville városba és ott átadja lady Helena Scarletnek, akibe halálosan beleszeret. Meggyőződése, hogy a titokzatos Mr. Flow nem más, mint a bebörtönzött komornyik, lady Helena pedig a cinkosa. Az asszony nem is tiltakozik, mert tudja, hogy a férfi úgysem fogja leleplezni. Az ügyvéd Lady Helenával egyre bonyolultabb helyzetekbe keveredik, míg végül kiderül, hogy Helena az egész komédiát azért játszotta végig, hogy magába bolondítsa Roze-t. Lord Scarlet vadászszerencsétlenség áldozata lesz, és ezzel elhárul az akadály Helena és Roze házassága elől.

## Főbb szereplők
- Fernand Gravey – Antonin Roze, ügyvéd
- Edwige Feuillère – Lady Helena Scarlett
- Louis Jouvet – Durin / Mr. Flow
- Jean Périer – Lord Philippe Scarlett
- Vladimir Sokoloff – Merlow
- Jim Gérald – Le Cubain
- Jean Wall – Pierre
- Mila Parély – Marceline
- Victor Vina – Garber
- Philippe Richard – ügyész
- Marguerite de Morlaye – hölgy a kaszinóban